# Gaston Chevrolet
Gaston Chevrolet, född den 26 oktober 1892 i Beaune, Frankrike, död den 25 november 1920 i Beverly Hills, Kalifornien, var en amerikansk racerförare.
Gaston Chevrolet var född av schweiziska föräldrar i Frankrike och kom till USA redan som tioåring. Han var yngre bror till Chevrolets grundare Louis Chevrolet och blev känd som en framgångsrik racerförare innan en olycka avslutade hans liv i unga år. Chevrolet vann Indianapolis 500 1920,  följt av mästerskapstiteln samma år, en titel som blivit erkänd först i efterhand. Efter mästerskapssäsongens slut omkom Chevrolet i en mindre tävling i Beverly Hills. Chevrolet tog fyra professionella segrar, tre av dem säsongen 1919, då han blev trea i mästerskapet.